# Norsk Kennel Klub
Norsk Kennel Klub (NKK) är den nationella kennelklubben i Norge. Den är de norska hundägarnas intresse- och riksorganisation och för nationell stambok över hundraser. Organisationen bildades 1898. NKK är ansluten till den internationella kennelfederationen Fédération Cynologique Internationale (FCI) och Nordisk Kennelunion (NKU).